# It's All Coming Back to Me Now...
| Recensione | Giudizio |
| ---------- | -------- |
| AllMusic   | [ 1 ]    |

It's All Coming Back to Me Now... è un album discografico dal vivo di David Crosby, pubblicato dalla casa discografica Atlantic Records nel dicembre del 1994.

## Tracce
Brani scritti e composti da David Crosby, eccetto dove indicato.
1. In My Dreams – 6:32
2. Rusty and Blue – 7:08
3. Hero – 4:57 (Phil Collins, David Crosby)
4. Till It Shines on You – 5:39
5. Thousand Roads – 5:02
6. Cowboy Movie – 9:08
7. Almost Cut My Hair – 6:10
8. Déjà Vu – 10:18
9. Long Time Gone – 5:41
10. Wooden Ships – 10:37 (David Crosby, Stephen Stills, Paul Kantner)

## Musicisti
In My Dreams
- David Crosby - voce, chitarra
- Jeff Pevar - chitarra

Rusty and Blue
- David Crosby - voce, chitarra
- Jeff Pevar - chitarra
- James Hutch Hutchinson - basso

Hero
- David Crosby - voce, chitarra
- Jeff Pevar - chitarra
- James Hutch Hutchinson - basso
- Michael Finnigan - tastiere, armonie vocali
- Jody Cortez - batteria
- Kipp Lennon - armonie vocali

Till It Shines on You
- David Crosby - voce, chitarra
- Jeff Pevar - chitarra
- James Hutch Hutchinson - basso
- Michael Finnigan - tastiere
- Jody Cortez - batteria

Thousand Roads
- David Crosby - voce, chitarra
- Jeff Pevar - chitarra
- James Hutch Hutchinson - basso
- Michael Finnigan - tastiere
- Jody Cortez - batteria

Cowboy Movie
- David Crosby - voce, chitarra
- Jeff Pevar - chitarra
- James Hutch Hutchinson - basso
- Michael Finnigan - tastiere
- Jody Cortez - batteria

Almost Cut My Hair
- David Crosby - voce, chitarra
- Jeff Pevar - chitarra
- James Hutch Hutchinson - basso
- Michael Finnigan - tastiere
- Jody Cortez - batteria
- Chris Robinson - voce

Déjà Vu
- David Crosby - voce, chitarra
- Jeff Pevar - chitarra
- James Hutch Hutchinson - basso
- Michael Finnigan - tastiere, armonie vocali
- Jody Cortez - batteria
- Graham Nash - armonica, armonie vocali
- Kipp Lennon - armonie vocali

Long Time Gone
- David Crosby - voce, chitarra
- Jeff Pevar - chitarra
- James Hutch Hutchinson - basso
- Michael Finnigan - tastiere, armonie vocali
- Jody Cortez - batteria
- Graham Nash - chitarra acustica, armonie vocali
- Kipp Lennon - armonie vocali

Wooden Ships
- David Crosby - voce, chitarra
- Jeff Pevar - chitarra
- James Hutch Hutchinson - basso
- Michael Finnigan - tastiere, armonie vocali
- Jody Cortez - batteria
- Graham Nash - chitarra acustica, armonie vocali
- Kipp Lennon - armonie vocali

Note aggiuntive
- Chris Hoover Rankin - produttore, ingegnere del suono, mixaggio
- Registrato dal vivo il 7 dicembre 1993 al Whisky A Go Go di Hollywood, California, Stati Uniti
- Craig Brock - ingegnere del suono aggiunto
- Murray Close - fotografia copertina CD
- Nash Editions - design copertina[3]